# Олексюк, Дмитрий Михайлович
Дми́трий Миха́йлович Олексю́к (укр. Дмитро Михайлович Олексюк; 17 мая 1992, Новоставцы) — украинский военнослужащий, подполковник, участник российско-украинской войны. Герой Украины (2024).

## Биография
Родился 17 мая 1992 года в селе Новоставцы Теофипольского района Хмельницкой области. Окончил Национальную академию Государственной пограничной службы Украины. С 2013 года начал службу в Луганском пограничном отряде на должности старшего инспектора отдела пограничной службы «Миловое». Участвовал в АТО на востоке Украины. Был начальником отдела пограничной службы «Золотое».
С начала полномасштабного вторжения России в Украину в 2022 году принимал участие и руководил подразделением пограничников в боях за Кременную, Рубежное, Попасную, Лиман и Святогорск. С декабря 2022 года его подразделение участвовало в обороне Бахмута, где противник понёс значительные потери, включая более 100 ликвидированных бойцов, в том числе из состава ЧВК «Вагнер», и двоих взятых в плен. Под его командованием были сбиты два штурмовика Су-25, уничтожены 34 укрытия противника и десятки единиц техники и вооружения.
После реформирования отряда в подразделение бригадного типа Дмитрий Олексюк возглавил комендатуру быстрого реагирования. В настоящее время подразделение «Феникс» бригады «Помста» выполняет боевые задачи на бахмутском направлении, где под его руководством были ликвидированы более 80 оккупантов, ранены 120, уничтожены десятки единиц тяжёлой техники и вооружения.

## Награды
- Звание «Герой Украины» с удостоением ордена «Золотая Звезда» (29 апреля 2024) — за личное мужество и героизм, проявленные в защите государственного суверенитета и территориальной целостности Украины, верность военной присяге[1].